# See Yourself
«See Yourself» es una canción del músico británico George Harrison publicada en el álbum de estudio Thirty Three & 1/3. Harrison comenzó a escribir la canción en 1967, mientras era miembro de The Beatles, en respuesta a la protesta pública que rodeó la afirmación de su compañero de grupo Paul McCartney de que había tomado LSD. El anuncio de McCartney creó una reacción en la prensa similar a la causada en 1966 por las declaraciones de John Lennon en las que afirmaba que eran más populares que Jesucristo. En su forma acabada, la letra de la canción aboga por la autoconciencia y la consideración de las consecuencias de las acciones propias. Musicalmente, la composición contiene cambios inusuales en el compás del habitual 4/4 a 9/8, mientras que la letra refleja el tiempo de su génesis recordando temas expuestos en canciones de The Beatles como «Within You Without You» y «All You Need Is Love».
Harrison grabó «See Yourself» en su estudio de Friar Park en Oxfordshire. La grabación contó con un extenso uso de teclados tocados por Billy Preston, Gary Wright y el propio Harrison, el último de los cuales aportó también una parte de sintetizador prominente en la grabación. 

## Personal
- George Harrison: voz, guitarra acústica, sintetizador, pandereta y coros
- Willie Weeks: bajo
- Alvin Taylor: batería
- Gary Wright: teclados
- Billy Preston: piano y sintetizador